# BrewDog

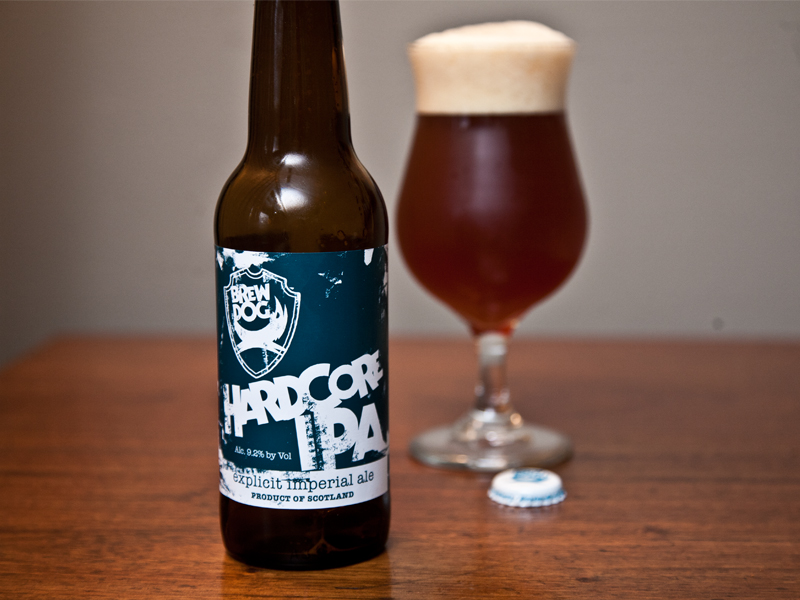
India Pale Ale von Brewdog

BrewDog ist eine Brauereigruppe und ein Betrieb der Systemgastronomie; der Sitz der Konzernzentrale befindet sich in Ellon, Aberdeenshire, Schottland. Mit 800.180 Hektoliter Ausstoß im Jahr 2020 beschreibt sich BrewDog als „#1 Craft Brewer in Europe“.

## Geschichte
Brewdog wurde 2007 durch die beiden Freunde James Watt und Martin Dickie in Fraserburgh gegründet. Das erste Bier wurde im April 2007 produziert. Brewdog behauptet, die größte unabhängige Brauerei Schottlands zu sein. Sie produziert 400.000 Flaschen pro Monat für den Export in die ganze Welt. Der Gesamtausstoß betrug im Geschäftsjahr 2016 214.000 hl. Weitere Brauereien befinden sich in Columbus, Vereinigte Staaten, Berlin sowie Brisbane, Australien.
Brewdog finanziert sein Wachstum nicht mit herkömmlichen Bankkrediten, sondern mit dem Beteiligungsmodell „Equity for Punks“, eine Art Crowdfunding. In den ersten fünf Runden wurden fast 67 Millionen Pfund von 95.000 Personen eingesammelt. Die in San Francisco beheimatete TSG Consumer Partners haben einen Anteil von 22 % am BrewDog-Kapital.

## Gaststätten
Im Oktober 2010 eröffnete Brewdog ihre erste eigene Bier-Bar in Aberdeen mit der Bezeichnung BrewDog Aberdeen. Seitdem werden weltweit Brewdog-Bars eröffnet und betrieben. 2021 sind es mehr als 60 im Vereinigten Königreich, 6 in den USA und weitere 21 weltweit. So unter anderem auch in Barcelona, Helsinki, Florenz, São Paulo, seit Herbst 2016 in Berlin-Mitte und seit Sommer 2019 in Hamburg.

## BrewDog GmbH
Die Gaststätten in Deutschland werden von der BrewDog GmbH betrieben. Die Gesellschaft wurde 2014 in Traitsching gegründet und hat ihren Sitz seit 2016 in Berlin. Sie ist Mitgliedsbrauerei im Brauring, einer Kooperationsgesellschaft privater Brauereien aus Deutschland, Österreich und der Schweiz.
Am 1. Mai 2019 übernahm BrewDog die Großgaststätte mit Brauerei Stone Brewing Berlin auf dem Gelände des ehemaligen Gaswerks Mariendorf, heute Marienpark Berlin. Die Eröffnung als DogTap Berlin erfolgte im August 2019 an diesem Standort. Seitdem wird die Brauerei in Berlin zum Hauptstandort für die Produktion für den EU-Markt entwickelt, mit Augenmerk auf bessere logistische Anbindung zu Kontinentaleuropa und das Minimieren von Risiken durch den EU-Austritt des Vereinigten Königreichs.

## Biere

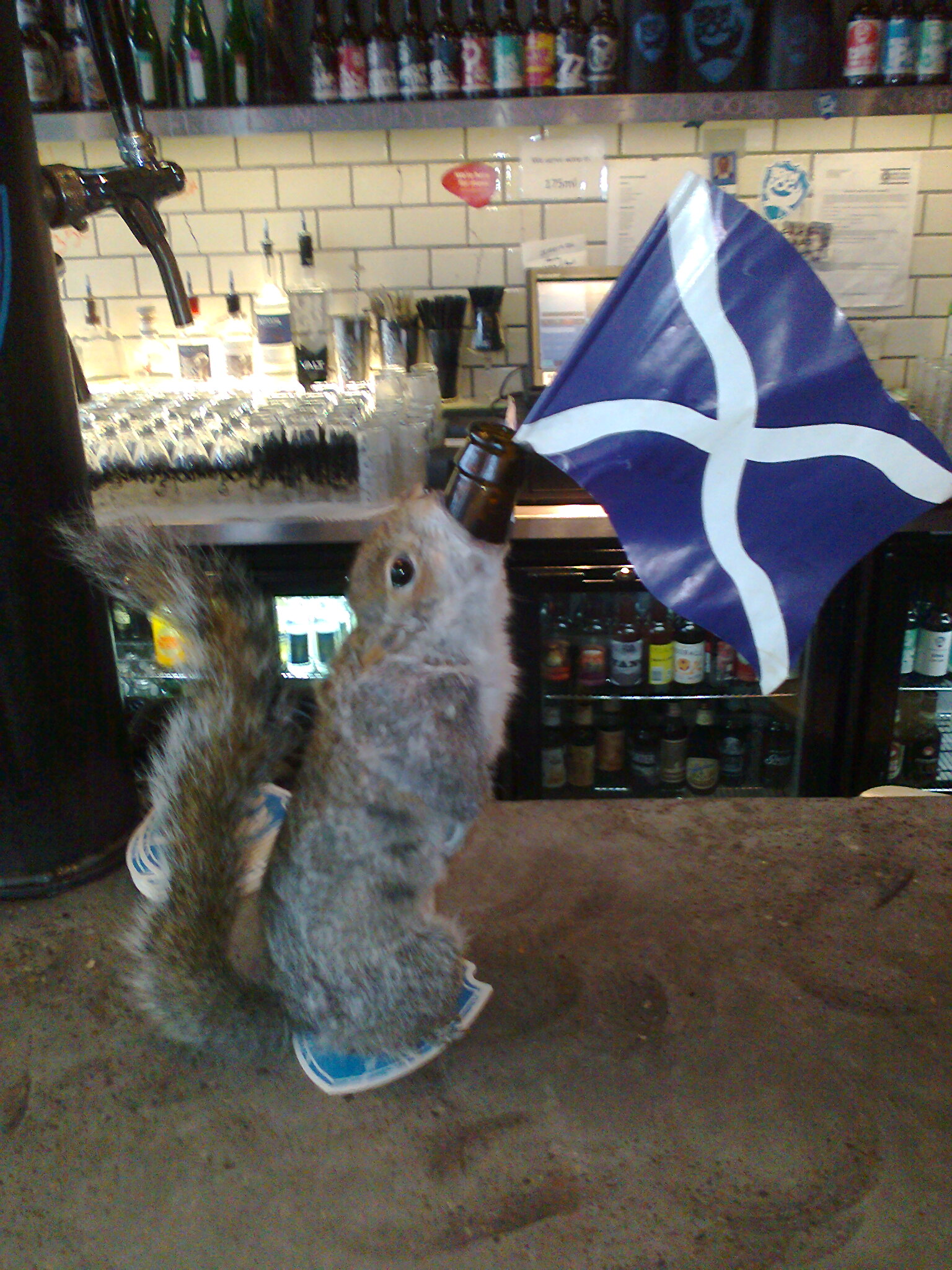
Grauhörnchen mit The End of History in der BrewDog-Bar Camden, London

Brewdog produziert unterschiedliche Biersorten wie Ale, Stout, IPA und Lager. Abgefüllt werden diese in Flaschen und Dosen. Einzelne Abfüllungen werden auch in Keg-Fässern abgefüllt. Die Flaschenbiere werden in Supermärkten in ganz Großbritannien angeboten und außerdem weltweit exportiert. Seit Dezember 2010 ist BrewDog auch in Deutschland offiziell erhältlich. Seit Mai 2017 ist der Alleinimporteur für Deutschland die One Pint GmbH aus Handewitt.
Ende November 2009 führte Brewdog ein Bier namens Tactical Nuclear Penguin mit 32 % Alkoholgehalt ein, welches das stärkste jemals erzeugte Bier sein sollte.
Kurz darauf wurde auch das Sink the Bismarck vorgestellt, das sogar 41 % Alkohol hat.
Mit The End of History wurde die limitierte Edition eines 55%igen Biers geschaffen. Tierschützer protestierten gegen die Abfüllung in ausgestopften Grauhörnchen und Hermelinen.
Im Februar 2016 „open-sourcete“ die Brewdog-Brauerei alle ihre Bierrezepte für die Öffentlichkeit und machte diese damit zu einer Art Free Beer.

## Kritik
Aufgrund der Marketingpraktiken und des Umgangs mit Mitarbeitern kommt es seit Jahren wiederholt zu Kritik an Brewdog und dessen Gründern.

### „Gaslighting“-Praktiken des Firmengründers
2021 veröffentlichten mehr als 300 ehemalige Mitarbeitende Brewdogs einen offenen Brief, in dem sie den Gründern James Watt und Martin Dickie „Lügen, Heuchelei und Betrug“ vorwarfen, von denen einige psychische Verletzungen davongetragen hätten. Das Unternehmen verlor daraufhin den Status als B Corporation. Laut BBC-Recherchen aus dem Jahr 2022 habe Watt bei Filialbesuchen zum Teil affektiv Angestellte entlassen und Kellnerinnen eingeschüchtert. Diese hätten sich verschiedenenorts gegenseitig geraten, keine ‚aufreizende‘ Kleidung bei seinen Besuchen zu tragen. In mehreren Fällen habe Watts nach Ladenschluss und bei Anwesenheit von Mitarbeitern Geschlechtsverkehr mit alkoholisierten Sexualpartnerinnen gehabt.
Im Mai 2024 gab Watt seinen Rücktritt als CEO bekannt. Er behält seine Unternehmensanteile in Höhe von 21 Prozent und fungiert künftig als strategischer Berater und Mitglied des Board of Directors.

### Umgang mit Mitarbeitern und Bewerbern
Marketingstunts von Brewdog trugen Kritik von Tierschützern und Mitarbeitern ein. Im Jahr 2019 erhoben verschiedene Designer weltweit den Vorwurf, Brewdog habe ihre Bewerbungsgespräche genutzt, um unbezahlte Werbekonzepte abzuschöpfen. So hätten die Bewerber entsprechende Produktdesigns und Kommunikationsstrategien wie beispielsweise für das alkoholfreie Punk AF eingereicht, um darauffolgend eine Absage zu erhalten. Name und sonstige Entwürfe seien entgegen vorheriger Beschwichtigungen anschließend trotzdem verwendet worden.
2024 entließ das Unternehmen eine Angestellte seiner „Flagship-Filiale“ in London-Waterloo, nachdem sich diese gegen die Ausrichtung eines Treffens der English Defence League (EDL) im Lokal ausgesprochen hatte.

### Social- und Greenwashing
Zur Fußballweltmeisterschaft 2022 in Katar startete Brewdog die Plakatkampagne #KeinSponsor, mit der die Berichte über massive Menschenrechtsverletzungen im Austragungsland aufgegriffen wurden. Dass die Spiele dennoch in den Filialen gezeigt wurden und sonst keine Konsequenzen durch das Unternehmen gezogen, fand öffentliche Kritik.
Im Frühjahr 2024 verkündete das Unternehmen, klimapositiv zu wirtschaften, also mehr CO2e-Emissionen zu binden als auszulösen. Dies sei durch Beiträge zu Aufforstungsprojekten (Klimakompensation) und die Nutzung erneuerbarer Energien erfolgt. Nach Beschwerden des Greenwashings rügte die Advertising Standards Authority (ASA) Brewdog daraufhin zum wiederholten Male wegen irreführender Werbebotschaften, da das Unternehmen in dieser Form auch für die Biersorte Lost Lager warb. Brewdog gestand in Folge ein, dass gut die Hälfte der 250.000 mit zum Teil öffentlicher Förderung gepflanzten Bäume im schottischen Kinrara eingegangen seien.